# Страцасите (Палермо)
Страцасите је насеље у Италији у округу Палермо, региону Сицилија.
Према процени из 2011. у насељу је живело 269 становника. Насеље се налази на надморској висини од 409 м.